# Эду Драсена
Эдуардо Луис Абонизио де Соуза (порт.-браз. Eduardo Luiz Abonízio de Souza; род. 18 мая 1981, Драсена), более известный как Эду Драсена (порт.-браз. Edu Dracena) — бразильский футболист, выступавший на позиции центрального защитника. С тремя различными клубами («Крузейро», «Коринтианс» и «Палмейрас») выиграл четыре чемпионата Бразилии. В 2011 году завоевал с «Сантосом» Кубок Либертадорес. Кроме того, с «Олимпиакосом» и «Фенербахче» выигрывал чемпионаты Греции и Турции соответственно.

## Биография
Воспитанник клуба «Гуарани», за который выступал с 1999 года. С 2002 по 2003 выступал на правах аренды за греческий «Олимпиакос». В 2003 году перешёл в «Крузейро», где был капитаном команды.
26 августа 2006 года заключил четырёхлетний контракт с «Фенербахче».
В 2011 году, будучи капитаном «Сантоса», помог своему клубу впервые за 48 лет выиграть Кубок Либертадорес. При этом сам Драсена был вынужден пропустить первый финальный матч против «Пеньяроля» из-за дисквалификации, полученной в результате удаления в полуфинальной игре.
В национальной сборной дебютировал в 2003 году. Участник Кубка конфедераций 2003.
4 декабря 2019 года на пресс-конференции за день до матча предпоследнего 37-го тура чемпионата Бразилии 2019 «Палмейрас» — «Гояс» (5:1) объявил о прекращении карьеры игрока по окончании сезона. Позже было объявлено о том, что Эду Драсена займёт в «Палмейрасе» должность технического консультанта — члена тренерского штаба, ответственного за качественное взаимодействие с игроками.

## Достижения
«Олимпиакос»
- Чемпион Греции: 2002/03

«Крузейро»
- Чемпион штата Минас-Жерайс: 2003, 2004, 2006
- Обладатель Кубка Бразилии: 2003
- Чемпион Бразилии: 2003

«Фенербахче»
- Чемпионат Турции: 2006/07
- Обладатель Суперкубка Турции: 2007

«Сантос»
- Чемпион штата Сан-Паулу (3): 2010, 2011, 2012
- Обладатель Кубка Бразилии: 2010
- Победитель Кубка Либертадорес: 2011
- Победитель Рекопы Южной Америки: 2012

«Коринтианс»
- Чемпион Бразилии: 2015

«Палмейрас»
- Чемпион Бразилии: 2016, 2018

Бразилия
- Чемпион Южной Америки среди молодёжных команд (U20): 2001
- Победитель Турнира «Надежда» в Тулоне: 2002